# 丰特莫利诺斯
丰特莫利诺斯，是西班牙卡斯蒂利亚-莱昂布尔戈斯省的一个市镇。总面积13平方公里，总人口123人（2001年），人口密度9人/平方公里。